# Jean-Baptiste Jamin
Pour les articles homonymes, voir Jamin.
 (octobre 2019).
Si vous disposez d'ouvrages ou d'articles de référence ou si vous connaissez des sites web de qualité traitant du thème abordé ici, merci de compléter l'article en donnant les références utiles à sa vérifiabilité et en les liant à la section « Notes et références ».
Jean-Baptiste Jamin, né le 20 mai 1772 à Villécloye dans la Meuse et mort le 30 janvier 1848 à Paris, est un général d'Empire et homme politique français du XIXe siècle.

## Biographie

### Du volontaire au major
« Fils de François Jamin, laboureur à Villécloye, et d'Elisabeth Audrin, son épouse, » Jean-Baptiste fait ses études au collège de Verdun et s'engage à la Révolution française. Volontaire le 14 septembre 1791, dans le 17e bataillon bis d'infanterie légère, amalgamé le 21 ventôse an II dans la 13e demi-brigade légère de première formation, qui devient la  25e demi-brigade légère à l'organisation de l'an IV, puis 25e régiment d'infanterie légère à celle de l'an IX, il est nommé sergent-major le 19 du même mois, lieutenant le 21 janvier 1792 ; capitaine par le choix unanime de sa compagnie le 1er mai suivant, il fait les campagnes de 1792 et 1793 aux armées des Ardennes et de Sambre-et-Meuse.
Il sert pendant l'an II au déblocus de Landau et à la bataille de Fleurus (1794) sous Jourdan, et pendant les ans III et IV aux armées de Sambre-et-Meuse et de Mayence, il passe le Rhin à l'avant-garde de la division Lefebvre les 21 fructidor et 22 fructidor an III. Employé à l'armée du Danube pendant les ans V et VI, le capitaine Jamin, lors de la retraite de cette armée sur le Rhin, forme l'arrière-garde avec quatre compagnies ; vivement harcelé et chargé pendant plus de deux lieues par les hussards de Barco et de Blankeinsten, qui l'ont séparé de la division Lefebvre, obligée elle-même de combattre vigoureusement l'ennemi, dont les colonnes lui ont coupé la retraite sur la Lahn, il est assez heureux pour repousser, sans se laisser entamer toutes les tentatives de la cavalerie autrichienne, et lui fait éprouver des pertes assez considérables. Au combat de Liebtingen le 5 germinal an VII (15 mars 1799) en Souabe chargé de débusquer un corps autrichien des bois qu'il occupait, il met tant de vigueur et de promptitude dans son attaque que la position est enlevée en un instant, ce qui contribue beaucoup au succès de la journée.
Passé en l'an VIII à l'armée d'Helvétie sous les ordres de Masséna, il se trouve à la bataille de Zurich, et passe la Limmat au-dessus du lac avec l'avant-garde de la 25e légère, en face de Schänis, où est tué le général autrichien Friedrich von Hotze. Envoyé en l'an IX à l'armée d'Italie et au siège de Gênes, il a le 17 germinal, lors d'une sortie que fait la garnison, la cuisse droite traversée d'une balle, et son frère, sous-officier dans sa compagnie, y reçoit un coup de feu au travers du corps. La conduite du capitaine Jamin dans cette journée lui vaut le grade de chef de bataillon le 28 thermidor de la même année. Lors du passage du Mincio son bataillon, faisant tête de colonne, il tourne et enlève une partie des redoutes qui défendent le passage du fleuve, et quoique blessé d'un coup de feu à la jambe droite, il ne veut point quitter le champ de bataille. Après la paix de Lunéville, il tient garnison à Montmédy pendant les ans X et XI, est nommé major du 12e régiment d'infanterie légère le 20 brumaire an XII, et membre de la Légion d'honneur le 4 germinal suivant.

### Sous l'Empire
Appelé au commandement du 1er régiment de grenadiers réunis de la division Oudinot le 22 septembre 1806, il se trouve avec ce corps à la bataille d'Iéna. Le 16 février 1807, au combat d'Ostrołęka, avec son régiment de grenadiers et une compagnie de sapeurs du génie, il repousse les efforts des Russes qui marchaient sur la ville, les force à battre en retraite, et dégage le parc d'artillerie ainsi qu'une brigade du corps du général Savary, dont le commandant en chef venait d'être tué. Pendant le siège de Dantzig, il mérite la décoration d'officier de la Légion d'honneur. 
C'est lui qui commence la bataille de Friedland. Envoyé dès le point du jour avec son régiment, une compagnie de sapeurs du génie, deux pièces de canon et quatre escadrons de cuirassiers et de dragons saxons pour prendre possession du pont, il trouve l'armée russe qui en exécutait le passage, et déjà plus de 20 000 hommes s'étaient formés en deçà. L'exécution des ordres qu'il a reçus devenait dès lors impossible, il doit se contenter de se tenir sur la défensive en s'appuyant aux barrières et aux bois qui font face à l'armée russe. Par décret du 28 juin 1807, l'Empereur le nomme colonel à la suite, et lui confie le commandement du 24e de ligne le 10 novembre suivant. Lorsqu'il quitte la division de grenadiers réunis pour rejoindre son régiment, le général Oudinot lui écrit une lettre pour lui exprimer ses regrets de le voir partir et de perdre en lui un officier qui a donné tant de preuves de moyens et de la bravoure la mieux calculée.
Passé au 1er corps de l'armée d'Espagne, il fait les guerres de 1809, 1810, 1811, et partie de 1812 dans la péninsule Ibérique. Il se distingue aux affaires de Reinosa, de Somosierra et surtout le 16 janvier 1809 à la bataille d'Uclés où son régiment prend vingt-un drapeaux. Cité en tête du bulletin qui s'exprime ainsi en parlant des officiers qui se sont signalés à cette affaire : « tous officiers dont la bravoure a été éprouvée dans cent combats, il donne de nouvelles preuves de bravoure le 28 juillet, à la bataille de Talaveira de la Reina, et assiste ensuite au siège de Cadix, où chaque jour ramène de nouveaux combats ». Les services qu'il y rend lui valent d'être promu commandeur de la Légion d'honneur le 23 juin 1810. Le 5 mars 1811, il a l'épaule droite fracassée d'un coup de feu, ce qui ne l'empêche pas de soutenir avec deux bataillons de son régiment les attaques du général Graham, qui avec les Anglais, les Portugais et les Espagnols réunis, cherche à s'emparer des positions de Barrosa. Il reçoit quelque temps après l'ordre d'aller prendre le commandement de l'arrondissement de Ronda qu'il défend avec son régiment contre les attaques du général Francisco Ballesteros.
Jamin est créé le 26 avril 1811 baron de l'Empire avec une dotation. Forcé de prendre un congé pour rétablir sa santé, il reçoit le 12 janvier 1812 une lettre du major général de l'armée, le maréchal Soult, qui lui exprime ses regrets de le voir s'éloigner d'un poste si important, et où la présence d'un homme de son mérite était nécessaire. En rentrant en France, le colonel Jamin est chargé de la conduite d'un grand convoi qu'il conserve intact malgré les attaques vigoureuses qu'il a à soutenir contre un ennemi bien supérieur en nombre avant d'arriver à Pancorbo et à Madrid. Nommé major-commandant du 1er régiment de voltigeurs de la Garde impériale le 24 janvier 1813, il réorganise ce corps et le conduit à la Grande Armée d'Allemagne, où il obtient le grade de général de brigade par décret impérial daté d'Erfurth le 27 avril suivant. Attaché à la division Bonet du 6e corps, il est blessé le 2 mai à la bataille de Lützen, et assiste à celles de Bautzen où il combat héroïquement, et de Wurschen. Vers la fin de ces deux journées, il enlève le plateau qui forme le centre de l'armée ennemie, en réunissant à ses troupes celles de la brigade du général Coëhorn qui vient d'être mis hors de combat.
Après la bataille de Leipzig et pendant la retraite de l'armée française au-delà du Rhin, il passe le 7 novembre à la 4e division du 2e corps, dont il eut même le commandement en chef pendant l'absence du duc de Bellune. Employé dans la 2e division de voltigeurs de la Garde impériale le 31 janvier 1814, il laisse le 1er février sa brigade en possession de Brienne, dont elle a su conserver le château malgré les efforts réitérés des troupes russes. Le 25 mars suivant, à la bataille de Fère-Champenoise, il tombe au pouvoir de l'ennemi et reçoit un coup de sabre sur la tête en protégeant la retraite des ducs de Trévise et de Raguse. Rentré de captivité après l'abdication de l'Empereur, on le met en non-activité, et on le nomme chevalier de Saint-Louis le 19 juillet 1814. Au retour de l'île d'Elbe, il fait la campagne de Belgique (1815) avec la 2e brigade de la 9e division d'infanterie du 2e corps de l'armée du Nord. Rentré dans la position de non-activité après la bataille de mont Saint-Jean où ses troupes se font héroïquement écharper, et appelé au commandement du département du Lot le 8 juillet 1816, il passe de là à l'inspection générale de l'infanterie le 1er juillet 1818.

### Comte et pair de France
Nommé comte le 17 août 1822, il est appelé en mars 1823 au commandement de la 2e brigade de la 7e division du 3e corps de l'armée des Pyrénées, avec laquelle il fait la campagne d'Espagne. Il se signale pendant le blocus et le siège de Pampelune, et a l'honneur d'être cité dans les bulletins de l'armée. Nommé lieutenant-général le 3 septembre 1823 et décoré de la plaque de 4e classe de l'ordre de Saint-Ferdinand d'Espagne le 23 novembre de la même année, il prend le commandement de la division du haut Èbre, destinée à occuper les provinces du nord de l'Espagne et à y maintenir l'ordre. Rentré en France en 1824, on l'emploie à l'inspection générale des troupes d'infanterie de 1824 à 1831, époque à laquelle il a le commandement de la division active sous Givet, devenue 3e division de l'armée du Nord, sous les ordres du maréchal Gérard avec lequel il fait la campagne des Dix-Jours et prend part au siège d'Anvers en 1832.
Nommé grand officier de la Légion d'honneur le 9 janvier 1833, il commande ensuite le camp de Rocroy, et à la suppression de l'armée du Nord on lui confie l'inspection générale des troupes jusqu'en 1839, époque de son admission à la 2e section (réserve) du cadre de l'état-major général de l'armée, en raison de son âge. Élu député du 3e collège électoral de la Meuse (arrondissement de Montmédy) le 11 mai 1833, en remplacement de M. Lallemand, démissionnaire, par 76 voix (116 votants, 202 inscrits), contre 40 à M. Paulin Gillon ; réélu le 21 juin 1834, par 88 voix (166 votants, 213 inscrits), contre 77 à M. Paulin Gillon ; le 2 mars 1839 par 123 voix (205 votants) ; le 9 juillet 1842, par 155 voix (184 votants, 257 inscrits) contre 29 à M. Paulin Gillon, il prend place dans la majorité, parmi les partisans de la politique conservatrice. Nommé pair de France le 21 juillet 1846, il est remplacé a la Chambre des députés par son fils, M. Paul Victor Jamin, et siège dans la majorité de la Chambre haute jusqu'à sa mort. Son nom figure sur la partie Nord de l'arc de triomphe de l'Étoile. À titre posthume, il est nommé Maréchal de camp.

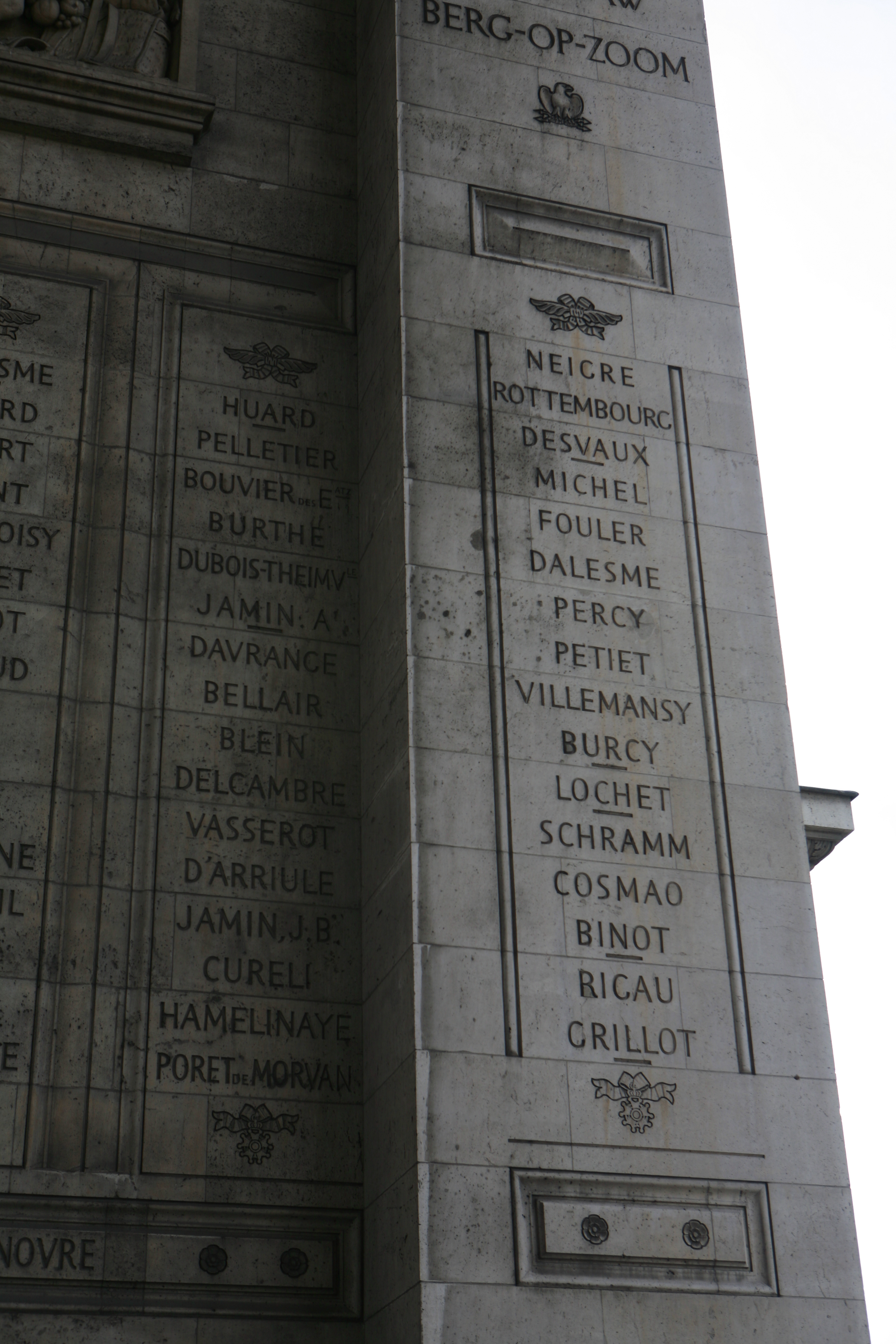
Noms gravés sous l'arc de triomphe de l'Étoile : pilier Sud, 9e et 10e colonnes.

## Armoiries
| Figure | Blasonnement |
|        | Armes du baron Jean-Baptiste Jamin et de l'Empire Écartelé : au I, d'argent, à trois sapins de sinople, terrassés du même ; au II, du quartier des barons militaires de l'Empire ; au III, de gueules, à une montagne sommée d'une tour à deux étages portant un drapeau, le tout d'argent; au 4, d'or, à un cheval galopant de sable, accompagné au canton dextre du chef d'une étoile de gueules. - Livrées : les couleurs de l'écu le verd en bordure seulement. |